# رفتار انسانی (ترانه بیورک)
«رفتار انسانی» (به انگلیسی: Human Behaviour) ترانه‌ای از خوانندهٔ ایسلندی بیورک می‌باشد که در ۷ ژوئن سال ۱۹۹۳ از سوی وان لیتل ایندین و الکترا رکوردز به‌عنوان سومین تک‌آهنگ از نخستین آلبوم استودیویی وی تحت عنوان دبیو (۱۹۹۳) منتشر گردید. این ترانه که توسط نلی هوپر، همکار دیرینهٔ بیورک، تهیه و تولید شده، بازتابی از ماهیت و هیجانات انسانی از دید یک حیوان غیرانسانی است. هم ترانه و هم ویدئوی آن از مستندساز و طبیعت‌پژوهٔ بریتانیایی، دیوید اتنبرو، الهام گرفته‌اند.
منتقدان «رفتار انسانی» را مورد تحسین قرار دادند و آن را یکی از قطعات برجستهٔ دبیو دانستند. این اثر با وجود موفقیت زیرزمینی، توانست به رتبهٔ دوم جدول رقص ایالات متحده برسد و در جدول تک‌آهنگ‌های بریتانیا در جایگاهٔ ۳۶ قرار گیرد. موزیک ویدئوی این ترانه به کارگردانی میشل گوندری ساخته شد و نخستین همکاری او با بیورک به شمار می‌رود. این ویدئو، همچون خود ترانه، روایتی است دربارهٔ رابطهٔ انسان‌ها و حیوانات از نگاه یک حیوان.